# Георгій Каркарашвілі
Георгій (Гія) Каркарашвілі (груз. გიორგი [გია] ყარყარაშვილი) (народився 31 жовтня 1966) — грузинський політик, генерал-майор у відставці, міністр оборони Грузії з травня 1993 по березень 1994. Колишній капітан радянської армії, він був високопоставленим військовим командиром під час громадянської війни та воєн проти сепаратистів в Абхазії та Південній Осетії в 1990-х роках. Вогнепальне поранення, отримане під час теракту в Москві 1995 року, залишило його важкою інвалідністю. З 1999 по 2004 рік був членом парламенту Грузії. Зараз він є членом партії «Наша Грузія – Вільні демократи», яку очолює Іраклій Аласанія.

## Рання кар'єра
Народився в Тбілісі, тодішньої радянської Грузії, Каркарашвілі закінчив Тбіліське вище артилерійське командне училище в 1987 році й служив у радянській армії в Східній Німеччині, Афганістані та Грузії до січня 1991 року, коли він пішов у відставку з чину капітана і завербував грузинських дезертирів із лав. Радянської армії у воєнізоване формування Тетрі Арциві («Білий орел»), яке незабаром було включено до складу Національної гвардії Грузії. Каркарашвілі став командувачем гвардії в Тбілісі. Він брав участь у боях проти ополченців Південної Осетії на початку 1991 року і отримав звання полковника.
У грудні 1991 року Каркарашвілі приєднався до очолюваної Тенгізом Кітовані повстанської фракції військових у насильницькому перевороті проти президента Звіада Гамсахурдіа та очолив штурм будівлі уряду, який закінчився втечею Гамсахурдіа з Тбілісі в січні 1992 року. Потім Каркарашвілі командував силами режиму після перевороту – Військовою радою, – яка діяла проти прихильників Гамсахурдіа в західній Грузії та командував маршем загону Національної гвардії в Абхазію, демонструючи силу для стримування сепаратистських настроїв у регіоні. Коли в травні 1992 року в Південній Осетії поновилися бої, Каркарашвілі став командувати грузинськими силами, які повернули кілька етнічних грузинських сіл, присвоївши 26-річному командиру звання генерал-майора. Невдовзі він подав у відставку, мотивуючи це тим, що Шеварднадзе погодився на умови мирного врегулювання, запропоновані Росією. 

## Командувач в Абхазії
У серпні 1992 р. зростання напруженості в Абхазії переросло у збройний конфлікт. Каркарашвілі був призначений командувати грузинськими військами в столиці регіону Сухумі . Його телевізійне звернення (російською мовою) на місцевому сухумському каналі 25 серпня 1992 року, в якому попереджено сепаратистських лідерів, що «якщо загинуть 100000 грузинів, то всі 97 000 [абхазців] на вашому боці будуть убиті»  викликало багато палких суперечок. Його слова в різних формах цитувалися в різних джерелах і були сприйняті абхазькою стороною як загроза очистити регіон від абхазького населення. Багато років потому, в інтерв’ю тбіліському телеканалу Maestro TV у лютому 2009 року, Каркарашвілі заявив, що телевізійне звернення було відредаговано, щоб створити враження, що він погрожував знищити абхазів. "До речі, Олександр Анкваб, який зараз є прем'єр-міністром Абхазії, був присутній під час запису мого звернення, і він може підтвердити мої слова", - додав він, пояснивши, що Анкваб був заарештований грузинськими силами, але незабаром відпущений 
Каркарашвілі командував грузинськими військами протягом війни в Абхазії. Першу серйозну невдачу він зазнав у Гагрі в жовтні 1992 року, коли абхазькі війська та союзні північнокавказькі бойовики під командуванням Шаміля Басаєва несподівано захопили це місто, відбивши поспішно організовану контратаку Каркарашвілі. Бій забрав життя молодшого брата Каркарашвілі Гочі. Каркарашвілі зміг захищати Сухумі до вересня 1993 року, коли грузинські війська, що перебували в оточенні, тепер потерпаючи від бойових дій між ворогуючими угрупованнями, відступили з більшої частини Абхазії.

## Міністр оборони
Під час війни в Абхазії молодий генерал зарекомендував себе як енергійний і динамічний полководець, за що користувався популярністю серед військових. Він часто критикував політику Шеварднадзе і виявляв схильність до самостійного прийняття рішень. Тим не менш, у травні 1993 року Шеварднадзе призначив його міністром оборони, частково через його бажання відсунути Тенгіза Кітовані, самолюбного польового командира та попередника Каркарашвілі на посаді міністра. Каркарашвілі намагався зробити грузинську армію більш згуртованою та дисциплінованою. Він назвав російську та ізраїльську армії взірцями, на яких можна будувати грузинську армію. 
З жовтня по листопад 1993 року Каркарашвілі прийняв командування урядовими силами в короткій громадянській війні, яку відновив Гамсахурдіа в спробі повернути владу. У лютому 1994 року він залишив посаду в уряді, пославшись на рішення Шеварднадзе приєднати Грузію до Співдружності Незалежних Держав, легалізувати російські військові бази в Грузії та призначити Ігоря Георгадзе на посаду міністерства державної безпеки. Пізніше він був замішаний у скандалі з розкраданням і звинувачений у постачанні секретної військової інформації абхазьким і російським командуванням під час війни. 

## Замах і повернення в політику
У вересні 1994 року Каркарашвілі поїхав до Москви й вступив до Академії Генерального штабу Росії. Вранці 25 січня 1995 року на Каркарашвілі та його колишнього заступника генерал-майора Паату Датуашвілі напали троє озброєних людей у масках біля гуртожитку академії в Москві. Датуашвілі загинув на місці. Важко поранений у голову Каркарашвілі вижив, але назавжди залишився інвалідом і залишився в інвалідному візку. Найпопулярнішим поясненням нападу було те, що його замовили особи, зацікавлені в ліквідації ключових свідків перевороту 1991 року та абхазької війни. 
Повернувшись до Грузії, Каркарашвілі зберіг певний авторитет і працював в офісі громадського захисника в Тбілісі з 1998 по 1999 рік. У листопаді 1999 року обраний депутатом парламенту Грузії за партійним списком «Нові праві» . Як член виборчого блоку Шеварднадзе, Каркарашвілі знову балотувався до парламенту в листопаді 2003 року. Протести через вибори призвели до відставки Шеварднадзе під час Революції троянд і позачергових парламентських виборів, які привели Каркарашвілі до парламенту як мажоритарника від виборчого округу Ісані в Тбілісі в березні 2004 року. Він залишив своє місце через проблеми зі здоров'ям у листопаді 2005 року 

## Опозиція
Каркарашвілі знову привернув увагу громадськості після війни між Грузією та Росією в серпні 2008 року. Він підготував доповідь, у якій звинуватив грузинський уряд у поганому веденні військових операцій. У лютому 2009 року він приєднався до політичної групи Іраклія Аласанії, колишнього представника Грузії в ООН, який відійшов в опозицію до президента Михайла Саакашвілі. 
У травні 2009 року ім'я Каркарашвілі було замішане офіцером у відставці Гією Гваладзе, заарештованим у зв'язку з невдалим заколотом армії як нібито причетним до змови державного перевороту. Каркарашвілі відкинув будь-які зв'язки з заколотом і оприлюднив відео, на якому видно, як він розмовляє з якимось Мелікідзе, який нібито намагався переконати його взяти участь у заколоті. МВС Грузії висловило вдячність Каркарашвілі за надану ним інформацію, яка допомогла заарештувати Мелікідзе та запобігти замаху на міністра внутрішніх справ Вано Мерабішвілі. 